# Saison 4 de Famille d'accueil
Chronologie
Saison 3 Saison 5
Cet article présente les épisodes de la quatrième saison de la série télévisée française Famille d'accueil (2001-2016).

## Distribution
- Virginie Lemoine : Marion Ferrière
- Christian Charmetant : Daniel Ferrière
- Lucie Barret : Charlotte Ferrière
- Samantha Rénier : Juliette Ferrière
- Smaïl Mekki : Khaled
- Doriane Louisy Louis-Joseph : Louise Ferrière
- Antoine Ferey : Tim Ferrière
- Ginette Garcin : tante Jeanne

## Épisodes

### Épisode 1:Les Bottes de sept lieues
- France : 9 mai 2006 sur France 3

- Tony Verzele : Florian Fresson
- Marie Moureaux : Alice Fresson
- David Brécourt : Jacques Fresson

### Épisode 2:Instinct de vie
- France : mardi 19 avril 2005 sur France 3

- Adrien Jolivet : Quentin

### Épisode 3:La Grande Fille
- France : mardi 24 mai 2005 sur France 3

- Cécile Hercule : Fred

### Épisode 4:Née sous X
- France : mardi 18 octobre 2005 sur France 3

- Laurie Lefret : Aurélie, la mère biologique de Valentine
- Guillaume Romain : Thomas, le père biologique de Valentine
- Loïc Blanco : Romain, le petit ami de Juliette

### Épisode 5:Soupçons
- France : 15 novembre 2005 sur France 3

- Manon Gaurin : Justine